# Ohorn
Ohorn település Németországban, azon belül Szászország tartományban. Lakosainak száma 2501 fő (2023. december 31.). Ohorn Rammenau és Großröhrsdorf községekkel határos.

## Népesség
A település népességének változása:
| Lakosok száma | 2440 | 2453 | 2463 | 2505 | 2501 |
|               | 2017 | 2019 | 2021 | 2022 | 2023 |